# Habichtswald (Naturschutzgebiet)
Koordinaten: 52° 14′ 16″ N, 7° 52′ 47″ O

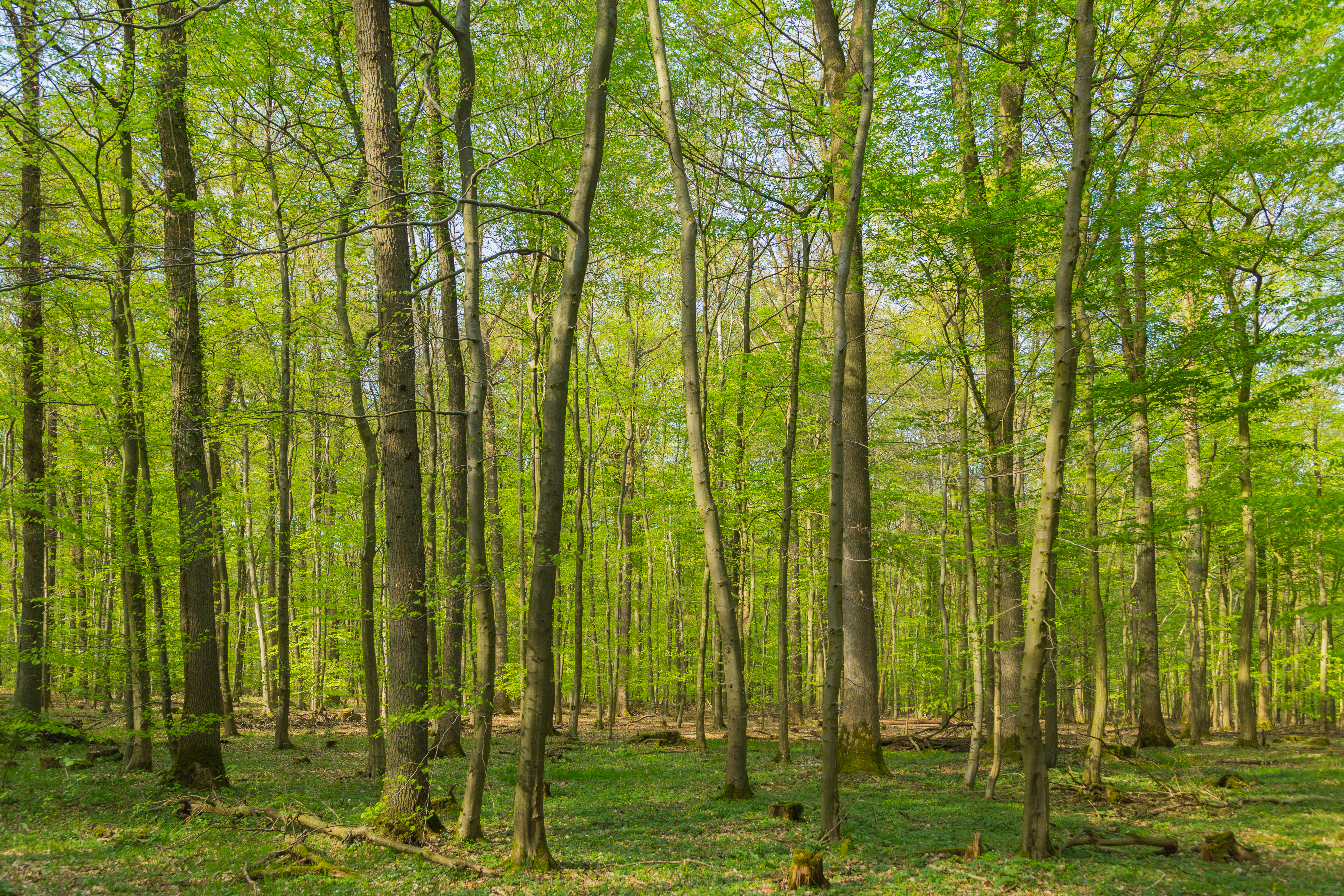
Naturschutzgebiet Habichtswald (April 2018)

Das Naturschutzgebiet Habichtswald liegt auf dem Gebiet der Stadt Tecklenburg im Kreis Steinfurt in Nordrhein-Westfalen. Das aus vier Teilflächen bestehende Gebiet erstreckt sich nordöstlich der Kernstadt Tecklenburg direkt an der am nordöstlichen Rand verlaufenden  Landesstraße L 597. Die A 1 durchschneidet das Gebiet. Die L 589 verläuft östlich, die L 594 südlich. Östlich verläuft die Landesgrenze zu Niedersachsen.

## Bedeutung
Für Tecklenburg ist seit 2004 ein 406,92 ha großes Gebiet unter der Kenn-Nummer ST-092 als Naturschutzgebiet ausgewiesen. Das Gebiet wurde unter Schutz gestellt zur Erhaltung, Förderung, Entwicklung und Wiederherstellung von Lebensgemeinschaften und Lebensstätten, landschaftsraumtypischer, seltener und gefährdeter Pflanzen- und Tierarten innerhalb eines großflächigen, arten- und strukturreichen, in seiner Entwicklung stellenweise durch natürliche Aufbau- und Zerfallsprozesse gekennzeichneten Waldkomplexes auf basen- oder kalkreichem Standort mit großflächigem Buchenwald in seiner standörtlichen Variationsbreite sowie mit Eichen- und Erlen-Eschenvorkommen und naturnahen Quellbereichen und Bachläufen.